# Капітан-Димитрово
Капіта́н-Димитро́во (болг. Капитан Димитрово) — село в Добрицькій області Болгарії. Входить до складу общини Крушари.

## Населення
За даними перепису населення 2011 року у селі проживали 85 осіб.
Національний склад населення села:
| Національність   | Кількість осіб | Відсоток |
| ---------------- | -------------- | -------- |
| турки            | 82             | 96,5%    |
| болгари          | 0              | 0%       |
| цигани           | 0              | 0%       |
| інша             | 3              | 3,5%     |
| не визначились   | 0              | 0%       |
| Всього відповіли | 85             |          |

Розподіл населення за віком у 2011 році:
Динаміка населення: